# Egyhegyűség
Az egyhegyűség az egyetlen pontra, dologra való éles és zavartalan koncentrálás a jógában; a hindu és buddhista meditációban.
Az ékágrata (एकाग्रता, átírva: ekāgratā) vagy ékágra (एकाग्र ekāgra) szanszkrit szavakat gyakran egyhegyűség állapotának fordítják; amelyben egy eltűnő gondolatot egy, az előzőhöz szorosan kapcsolódó gondolat követ; amikor az ilyen állapotok folyamatosan követik egymást, az elmét "egyhegyű"nek nevezik.
Különösen a rádzsa-jógában használt kifejezés. 
Az egyhegyűség segítségével az ember uralkodni tud az érzékszervek (indrija) tevékenysége és a karmikus lenyomatok (szanszkára) folytán létrejövő gondolati háborgásokon (csitta-vritti). A koncentráció jóvoltából megszűnik minden, ami el tudná terelni az ember figyelmét, és az elme végül az egyhegyűség olyan fokára ér, ahol eléri a szamádhit. 
Baktay Ervin: A diadalmas jóga című könyvében így magyarázza: Az elme fluidum-anyaga teljesen összpontosítva, egyetlen pontra irányítva árad, az objektum a figyelem gyújtópontjában áll, a legélesebb megvilágításba kerül. A koncentrált figyelem tartóssá tétele az elmeanyag hullámzását is egyenletessé, zavartalanná, nyugodttá teszi: az elme „rádiókészüléke" tökéletesen be van hangolva, minden mellékzörej és szellemi ,.légköri zavar" nélkül közvetíti azt, amit felfog. Olyan ez, mint amikor a víz teljesen elnyugszik, színe tükörsima, a legcsekélyebb szellő sem borzolja fel: a Hold képe élesen, tisztán, torzítatlanul jelenik meg rajta és pontos mását mutatja a valóságos Holdnak, az objektumnak. Vagy mint amikor az érzékeny
lemezre csupán egyetlen képet fényképezünk, kifogástalan megvilágításban, élesre állított lencsével, kellő tartamú exponálással. A tudat, amelyet az ilyen elmeállapot közvetít, az objektumot teljes mivoltában tárja fel, nemcsak külső megjelenését mutatja híven és hiánytalanul, hanem — megfelelő tartamú és erejű összpontosítás esetében — belső természetét, tartalmát is. Az eredmény itt már valóban megismerés, lényegbeható tudás. Amikor egy-egy kivételes lángész elméjének minden erejével ráveti magát valamilyen problémára, teljesen elmerül ennek kutatásába vagy szemléletébe, akkor csakugyan az „egyhegyűség" állapotát éli át. A jóga az elme egyhegyű állapotában azt a fokozatot látja, melyből már csak egy lépésre van szükség, hogy eljussunk a megismerés legmagasabb lehetőségéig. Ez a következő elmeállapot: a "leküzdöttség" (niruddha) állapota. Tulajdonképpen nem más, mint az egyhegyűségnek huzamossá és rendkívül élessé való felfokozása. 